# Hypena ochradelpha
Hypena ochradelpha là một loài bướm đêm trong họ Erebidae.